# 沙丘：第二部
《沙丘：第二部》（英語：Dune: Part Two）是一部2024年美國史詩科幻片，由丹尼·維勒納夫執導，喬·斯派茨、維勒納夫和艾瑞克·羅斯共同編劇。該片改編自法蘭克·赫伯特創作的1965年小說《沙丘》，為2021年電影《沙丘》的續集。主演陣容包括提摩西·夏勒梅、辛蒂亞、蕾貝卡·弗格森、喬許·布洛林、奧斯汀·巴特勒、佛蘿倫絲·普伊、戴夫·巴帝斯塔、克里斯多夫·華肯、史蒂芬·麥金利·亨德森、蕾雅·瑟杜、史戴倫·史柯斯嘉、夏綠蒂·蘭普琳和哈維爾·巴登。
《沙丘：第二部》2024年2月6日在墨西哥國家禮堂全球首映，由華納兄弟排定2024年3月1日於美國院線上映。電影獲得好評如潮，視覺效果、敘事、世界觀、演員表現均獲得影評界讚揚。获得第97届奥斯卡金像奖最佳音效奖、最佳视觉效果奖，以及第52届土星奖最佳科幻电影、最佳导演等奖项。續集《沙丘：第三部》定於2026年12月18日上映。

## 劇情大綱
延續前一集劇情，亞崔迪家族遺孤保羅·亞崔迪與母親潔西嘉女士加入了史帝加領導的弗雷曼人部族，一同對抗正在厄拉科斯上開採香料的弗拉迪米爾·哈肯能男爵之勢力。弗雷曼人藉由游擊的方式，削減哈肯農的士兵及癱瘓香料收割工作。期間保羅證明自己是出色的戰士，取了稱號「摩阿迪巴」（Muad'Dib），並與荃妮發展出戀愛關係，誓言愛她至死不渝。
保羅可能是貝尼·潔瑟睿德姊妹會預言的「奎薩兹·哈德拉赫」（Kwisatz Haderach），並被史帝加為首的南方弗瑞曼人視為預言中的「利桑亞拉黑」（Lisan al-Gaib）。但救世主的預言尚未完全實現，許多人半信半疑，尤其是北方弗雷曼人相信救世主不能是外來者。弗雷曼人要求潔西嘉接任部落的聖母，潔西嘉面臨試煉而喝下毒藥——將沙蟲用水溺死後所得的「生命之水」。最終她存活下來並繼承歷代聖母的記憶，腹中的女兒也因此產生變異，擁有與母親對話的能力。
在母親持續佈道散播救世主信仰的同時，保羅學會了駕馭沙虫，周遭的人更加相信他是符合預言的救世主。保羅意外地與導師吟遊武士葛尼·哈萊克重逢，後者在亞崔迪家族殲滅戰中倖存，之後與當地的香料走私犯合流。葛尼帶領保羅前往雷托公爵藏在星球上的原子彈武器庫，讓他們擁有摧毀香料生產設施的能力，可用來作為用來威脅皇帝沙德姆四世統治正當性的籌碼。另一方面，哈肯農派來管理厄拉科斯的野獸拉班因未能有效剷除弗雷曼人，其職位被男爵的另一個姪子菲得-羅薩取代。菲得-羅薩與保羅同為貝尼·潔瑟睿德女巫姐妹會計畫的可能人選，瘋狂且具有魅力。菲得-羅薩派出軍隊空襲弗瑞曼人居住的區域，讓保羅等人被迫撤往南方。
保羅已由預知得知自己前往南方後，將被數百萬名相信預言的弗雷曼人擁戴，同時開啟數十億人為此死亡的聖戰。但保羅為了家族血仇以及走上避免全體人類滅絕的黃金道路，仍不得不面對自己的命運。保羅通過了沒有男性成功過的聖母試煉，變得能夠看見過去及未來的一切，再也沒有弗雷曼人質疑他救世主的身分。保羅以香料停供威脅皇帝，逼迫皇帝出動所有軍隊抵達厄拉科斯。這形勢令男爵與菲得-羅薩感到慌亂，因此立即通聯各大氏族關於發生在厄拉科斯的異變。
原子彈和沙蟲瓦解了皇帝直屬部隊薩督卡戰士的防禦，保羅帶領弗雷曼人突破重圍並手刃男爵，葛尼則殺死拉班報仇雪恨。保羅向停留在星球軌道上觀望的各大氏族公開皇帝用不當手段消滅亞崔迪家族的實情，挑戰皇帝的同時要求迎娶伊若琅公主，以取得登上皇位的合法性，令荃妮大受打擊。菲得-羅薩志願擔任皇帝的代理決鬥者，保羅親自上場將菲得-羅薩殺死，以此成為了新皇帝。然而各大氏族拒絕承認此一結果，派出軍艦前來與保羅為敵，保羅指示弗雷曼人出戰的同時，潔西嘉女士告訴胎中女兒聖戰已然被她的兄長開啟。

## 演員
| 演員            | 角色                  | 簡介                                                  |
| --------------- | --------------------- | ----------------------------------------------------- |
| 提摩西·夏勒梅   | 保羅·亞崔迪           | 雷托·亞崔迪公爵之子，亞崔迪家族的新的公爵。           |
| 辛蒂亞          | 荃妮                  | 弗瑞曼人，凱恩斯博士的女兒，保羅的愛慕對象。          |
| 蕾貝卡·弗格森   | 潔西嘉女士            | 貝尼·潔瑟睿德姐妹會成員。保羅的母親，雷托公爵的愛妾。 |
| 喬許·布洛林     | 葛尼·哈萊克           | 亞崔迪家族的武器大師，保羅的導師。                    |
| 奧斯汀·巴特勒   | 菲得-羅薩             | 哈肯能男爵的侄子。                                    |
| 佛蘿倫絲·普伊   | 伊若琅公主            | 帕迪沙皇帝的女兒。                                    |
| 戴夫·巴帝斯塔   | 野獸拉班              | 哈肯能男爵的侄子。                                    |
| 克里斯多夫·華肯 | 沙德姆四世            | 柯瑞諾家族的帕迪沙皇帝。                              |
| 蕾雅·瑟杜       | 瑪歌夫人              | 貝尼·潔瑟睿德姐妹會的成員，帕迪沙皇帝的密友。         |
| 蘇海拉·雅各布   | 施捨克里              | 弗瑞曼人戰士。                                        |
| 史戴倫·史柯斯嘉 | 弗拉迪米爾·哈肯能男爵 | 哈肯能家族的首領。雷托·亞崔迪的表兄和宿敵。           |
| 夏綠蒂·蘭普琳   | 凱亞斯·海倫·莫哈亞    | 貝尼·潔瑟睿德姐妹會的聖母，帕迪沙皇帝的真言師。       |
| 哈維爾·巴登     | 史帝加                | 弗瑞曼人的首領。                                      |

安雅·泰勒-喬伊以未署名的方式客串飾演阿麗亞·亞崔迪，保羅未出生的妹妹。巴布魯斯·奧盧山莫昆和袁之正分別回歸飾演賈米斯（Jamis）以及朗維爾中尉（Lieutenant Lanville）。史蒂芬·麥金利·亨德森亦回歸飾演瑟非·郝沃茲，而提姆·布萊克·尼爾森也參演未公佈的角色，但他們的戲份在正片中皆被刪減。

## 製作
2018年3月，丹尼·維勒納夫表示他的目標是將原著小說《沙丘》改編成兩部電影。維勒納夫最終與華納兄弟達成了兩部電影的協議，兩片風格類似於史蒂芬·金的小說《牠》的兩部改編電影《牠》（2017年）和《牠：第二章》（2019年）。《沙丘：第二部》將由維勒納夫、瑪麗·帕倫和凱爾·波伊特（Cale Boyter）製片，譚雅·拉波因特、布萊恩·赫伯特、拜倫·梅里特（Byron Merritt）、金·赫伯特（Kim Herbert）、湯瑪士·塔爾、喬·斯派茨、理查·P·魯賓斯坦、約翰·哈里森和赫伯特·W·蓋恩（Herbert W. Gain）擔任執行製片人，而凱文·J·安德森擔任創意顧問。2021年2月，艾瑞克·羅斯表示他已經為潛在的續集劇本。8月，維勒納夫確認開始為續集編寫劇本。10月，傳奇影業正式為《沙丘：第二部》亮起綠燈。

### 選角
2022年3月，佛蘿倫絲·普伊和奧斯汀·巴特勒參演，將分別飾演伊若琅公主以及菲得-羅薩，而提摩西·夏勒梅、辛蒂亞、蕾貝卡·弗格森、喬許·布洛林和哈維爾·巴登回歸出演各自的角色。5月，克里斯多夫·華肯簽約飾演沙德姆四世。6月，蕾雅·瑟杜洽談出演瑪歌夫人，而史戴倫·史柯斯嘉和戴夫·巴帝斯塔回歸出演。7月，蘇海拉·雅各布簽約飾演施捨克里，而夏綠蒂·蘭普琳和史蒂芬·麥金利·亨德森回歸出演。2023年1月，提姆·布萊克·尼爾森參演。

### 拍攝
2022年7月4日開始在阿爾蒂沃萊進行為期兩天的前期拍攝。2022年7月18日於布達佩斯開始進行主體拍攝，並於2022年12月12日殺青。

## 發行
《沙丘：第二部》由華納兄弟排定2024年3月1日於美國上映。此前，上映日期曾排定於2023年10月20日、2023年11月17日、2023年11月3日以及2024年3月15日。
亞洲方面，台灣於2月28日進行首映；香港於2月29日上映；中国大陆排定2024年3月5日在北京举行首映礼。
家庭串流方面，《沙丘：第二部》於2024年5月21日上架串流平台HBO Max，其他尚未有此服務的地區(如台灣)則上架於HBO GO。

## 迴響

### 評價
本片獲得多數影評人的好評。根据評論匯總网站爛番茄汇总的456篇评论文章，92%的评论家给予该作正面评价，平均打分为8.4分（满分10分）。该网站总结的评论家共识是“《沙丘：第二部》視覺震撼，敘事史詩，以壯觀的形式延續了丹尼·維勒納夫對喜愛科幻系列的改編。”；在Metacritic上，62位影評人共給予了79分的分數（滿分100分），這部電影獲得了「普遍好評」。

### 票房
美国和加拿大获得2.82亿美元，其他地区累计4.32亿美元，全球总票房7.144亿。其中全球各地的IMAX影厅收入达到1.45亿美元。
| 上一届： 《臨時劫案》                      | 2024年香港一週票房冠軍 第9-12週 | 下一届： 《12怪盜》               |
| 上一届： 《臨時劫案》                      | 2024年香港週末票房冠軍 第9-12週 | 下一届： 《12怪盜》               |
| 上一届： 《雷鬼之父：音樂無國界》          | 2024年美國週末票房冠軍 第9週    | 下一届： 《功夫熊貓4》            |
| 上一届： 《鬼滅之刃 絆之奇蹟，邁向柱訓練》 | 2024年台北週末票房冠軍 第9-12週 | 下一届： 《哥吉拉與金剛：新帝國》 |

### 奖项
- 第82届金球奖：提名-最佳剧情片、最佳原创音乐
- 第67届格莱美奖：获得视觉媒体最佳配乐奖（Hans Zimmer）
- 在线影评人协会奖：获得最佳摄影、最佳服装设计、最佳美术指导、最佳视觉效果
- 第29届卫星奖：获得最佳摄影、最佳剪辑
- 第52届土星奖：获得最佳科幻电影、最佳导演、最佳电影女配角（Rebecca Ferguson）、最佳美术指导、最佳视觉特效
- 第78届英国电影学院奖：获得最佳音效奖、最佳视觉特效奖，提名-最佳导演、最佳摄影、最佳剪辑、最佳化妆与发型、最佳美术指导
- 第97届奥斯卡金像奖：获得最佳音效、最佳视觉效果，提名-最佳电影、最佳摄影、最佳美术指导

## 續集
維勒納夫表示有兴趣拍摄基于《沙丘系列》第二部《沙丘救世主》第三部电影，并表示拍摄可能性取决于《沙丘2》是否成功。斯佩茨也在2022年3月重申，維勒納夫计划制作第三部电影以及电视衍生系列《沙丘：预言》。2023年8月，維勒納夫表示第三部电影将作为沙丘三部曲的结局。維勒納夫于2023年开始为第三部电影撰写剧本。2024年2月，維勒納夫表示剧本“几近完成”，但同时表示他“不想操之过急”，批评好莱坞太关注上映日期而不关注电影整体品質，并补充说“我想确保如果我们第三次获得成功，那将是值得的，它会创造出比第二部更好的东西”。
在《沙丘2》上映之前，汉斯·季默透露，在維勒納夫默默地将《沙丘救世主》放在他的桌上后，他已经开始为第三部电影创作音乐。

## 外部連結
- 互联网电影数据库（IMDb）上《沙丘：第二部》的资料（英文）
- AllMovie上《沙丘：第二部》的资料（英文）
- Metacritic上《沙丘：第二部》的資料（英文）
- Box Office Mojo上《沙丘：第二部》的资料（英文）
- 爛番茄上《沙丘：第二部》的資料（英文）
- 開眼電影網上《沙丘：第二部》的資料（繁體中文）
- 豆瓣电影上《沙丘：第二部》的資料 （简体中文）